# 221 Eos
221 Eos (mednarodno ime je tudi 221 Eos) je velik asteroid v glavnem asteroidnem pasu. Pripada asteroidni družini Eos, ki ima po njem tudi ime.

## Odkritje
Eos je odkril Johann Palisa 18. januarja 1882 na Dunaju. Poimenovan je po Eos, ki je bila v grški mitologiji boginja zarje.

## Lastnosti
Eos je asteroid tipa K (po razvrščanju SMASS) oziroma asteroid tipa S (po Tholenovem načinu razvrščanja), v premeru meri malo nad 100 km. Njegova tirnica je nagnjena za 10,9°. Okrog svoje osi se zavrti v 10,436 urah